# Ceratinella rotunda
Ceratinella rotunda là một loài nhện trong họ Linyphiidae.
Loài này thuộc chi Ceratinella. Ceratinella rotunda được Menge miêu tả năm 1868.